# Hanzala Malik

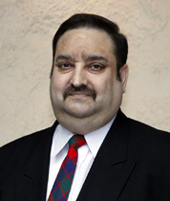
Hanzala Malik (2011)

Hanzala Malik (* 26. November 1956 in Glasgow; † vor oder am 14. Dezember 2023) war ein schottischer Politiker und Mitglied der Labour Party.

## Leben
Malik war der Sohn eines aus Pakistan stammenden Vaters und einer schottischen Mutter. Malik besuchte die Universität Paisley und schloss als Bachelor ab. Ab 1995 war er gewähltes Mitglied des Stadtrates von Glasgow. Er war verheiratet und sprach fließend Englisch, Panjabi und Urdu. Unter anderem war Malik federführend bei der Verschwisterung von Glasgow mit der pakistanischen Stadt Lahore.

## Politischer Werdegang
Bei den Schottischen Parlamentswahlen 2011 trat Malik als Listenkandidat der Labour Party für die Wahlregion Glasgow an und zog als einer von drei Labour-Kandidaten der Liste in das Schottische Parlament ein. Zum Ende der Wahlperiode schied Malik aus dem schottischen Parlament aus.